# Cradle of Fear
Cradle of Fear és una pel·lícula de terror britànica del 2001 dirigida per Alex Chandon. Es va estrenar directe a vídeo el 4 de juliol de 2001. Inspirant-se en les pel·lícules d'antologia produïdes per Amicus Productions als anys 70, inclou tres segments separats de mitja hora, enllaçats. per una quarta història. La narració principal inclou l'assassí en sèrie empresonat Kemper que es venja dels responsables de la seva captura. Això ho fa a través del seu fill: Dani Filth interpretant un personatge sense nom conegut als crèdits com "The Man".
Filmada en vídeo i amb un pressupost molt reduït, la pel·lícula va rebre una acollida tèbia a la premsa de terror, i interessa principalment als fans de Cradle of Filth, ja que inclou tota la formació (principalment Dani, però la resta de grup en papers cameo) de l'època Midian de la banda. L'associació de Chandon amb Cradle of Filth va començar amb el vídeo promocional de From the Cradle to Enslave, i va dirigir els clips de "Her Ghost in the Fog" i "No Time to Cry", a més d'alguns documentals en DVD. Kemper és interpretat per David McEwen, que també va aparèixer al vídeo de "Her Ghost in the Fog", imitant la narració de Doug Bradley.

## Argument
L'escena inicial veu "The Man" sent abordat i atacat per dos atracadors en un carreró fosc de Londres. Mentre els atracadors busquen diners en efectiu a la seva víctima aparentment inconscient, l'home recupera la consciència i els mata brutalment. En aquella època, l'inspector Peter Neilson està investigant l'aparent escena de l'assassinat de les joves Melissa i Nikki. En un flashback, les dues noies es mostren en un club gòtic buscant homes. La Melissa va veure The Man i el va portar a casa. Després de passar la nit amb ell, va començar a al·lucinar que la gent del voltant es girava cap a ella amb cares i veus monstruoses. La Melissa va anar a casa de la Nikki per buscar ajuda, després una criatura va sortir del ventre de la Melissa i va atacar a la Nikki, matant a totes dues.
Sophie i Emma irrompen en una casa en un intent de robatori. Quan l'Emma troba una caixa de diners sota un llit, un ancià apareix de les cobertes del llit i l'ataca. Les noies apunyalen el vell diverses vegades abans que finalment mori. Amb la intenció de mantenir el botí per a ella mateixa i veient l'Emma com una responsabilitat per revelar el seu pla a la seva germana, Sophie mata l'Emma i se'n va cap a casa. Allà apareixen els cossos reanimats de l'Emma i el vell i apunyalen la Sophie fins a la mort.
A mesura que s'identifiquen els cadàvers, l'inspector Neilson els relaciona amb un cas anterior que havia resolt en el passat. El cas implicava un home anomenat Kemper, antic hipnotitzador i fill d'un infame satanista. Kemper havia estat utilitzant les seves habilitats per manipular, segrestar i matar nens durant més de 25 anys fins que va ser detingut per Neilson, jutjat i internat en un manicomi. El cap de Neilson fa traslladar Kemper a una altra instal·lació perquè la seva cel·la pugui ser investigada.
Nick Holland és un amputat que no pot tenir una activitat sexual amb la seva xicota Natalie a causa de la seva frustració per la pèrdua de la cama esquerra en un accident anterior. Nick visita el seu vell amic Thomas i li dispara al cap. Aleshores treu la cama esquerra de Thomas, la posa sobre gel i el seu metge li fa un trasplantament d'òrgans durant la nit. Nick passa per la rehabilitació i finalment pot moure la cama trasplantada. Una nit, mentre conduïa amb Natalie, en Nick perd el control de la seva cama que trepitja l'accelerador, provocant un xoc que mata a l'instant la Natalie. Quan dos policies arriben al lloc dels fets, són testimonis que Nick es mata a punyalades, després apareix The Man i els mata a tots dos. Mentrestant, a l'antiga cel·la de Kemper es troba una llista, que conté els noms i adreces dels responsables de la seva captura i els seus familiars, incloses les víctimes recents i el mateix Neilson. Durant el seu confinament, Kemper també havia aconseguit donar una còpia de la llista a The Man.
Richard és un periodista amb una obsessió morbosa per la pornografia extrema i les pel·lícules snuff. El seu empresari el castiga per fer un mal ús de l'ordinador de la feina. A la pantalla del seu ordinador es reprodueixen imatges reals de la decapitació de Chechclear. Un dia troba un lloc web que ofereix imatges en temps real de persones atacades i torturades amb ordres emeses per usuaris remots. L'obsessió creixent de Richard pel lloc web fa que perdi la seva feina i, finalment, la seva casa. Mentre intenta entrar al lloc des d'un cibercafè, rep un correu electrònic d'un remitent anònim que revela la ubicació de la casa on s'ha filmat el metratge en directe. En arribar a la casa, el propietari porta Richard a la suposada ubicació de l'equip de rodatge, però en canvi es troba al plató de la filmació de la snuff, on és assassinat per dos homes emmascarats per ordres emeses a distància per The Man. El seu cos és trobat i identificat, es revela que Richard és fill de Neilson.
Decidit a venjar el seu fill i acabar amb la ratxa d'assassinats, en Neilson va a la instal·lació on està detingut Kemper i obliga el personal a portar-lo a la cel·la de Kemper a punta de pistola. Dispara a Kemper en una cama i un braç, però és immobilitzat pels guàrdies de reforç abans que pugui matar-lo. The Man, disfressat com un dels guàrdies, utilitza un matxet per matar el director de la instal·lació i els guàrdies restants, i ara es revela que és el fill de Kemper. En Neilson dispara a The Man, fent-li volar la meitat del cap, i després lliura el tret mortal a Kemper. Tanmateix, The Man es torna dempeus i, amb urpes i tentacles sortint de la meitat restant del cap, suposadament mata a Neilson fora de càmera.

## Repartiment
- Dani Filth com a The Man
- Emily Booth (com a Emily Bouffante) com a Mel
- Stuart Laing com a Richard
- Edmund Dehn com a inspector Neilson
- Eileen Daly com a Natalie
- Rebecca Eden com a Sophie
- Louie Brownsell com a Nick
- David McEwen com a Kemper
- Willie Evans com a The Short Man
- Emma Rice com a Emma
- Melissa Forti com a Nikki
- Al Stokes com The Old Man
- Barry Lee-Thomas com a inspector en cap Roper
- Sara Kunz (com a Sarah Kunz) com a Dr. Ross
- Mark Rathbone (com Mark Rossi) com Pringle

## Estrena
Cradle of Fear té un historial de llançaments comprovat. A part del circuit de festivals i convencions, la pel·lícula mai no va veure una pantalla de cinema i es va publicar directament en vídeo.
Els distribuïdors del Regne Unit el van posar inicialment a disposició com a títol de venda per correu VHS, amb el motiu que això permetria el llançament d'una versió sense tallar i sense classificació, publicada des d'Europa i eludint el BBFC (el supòsit que era que el BBFC no aprovaria la pel·lícula sense alteracions significatives). Després de llargues demores, finalment es van enviar aquestes cintes, però, per a la vergonya dels productors, la pel·lícula va ser aprovada per la BBFC completament sense tallar-la tot just un mes després, i recollit per a la seva distribució exclusiva en DVD per la cadena Blockbuster, que immediatament la va vendre a una fracció del preu de les cintes per correu.

## Recepció
L'acollida de la crítica a la pel·lícula ha estat de mixta a positiva.
Adam Tyner de DVD Talk va donar a la pel·lícula una crítica mixta afirmant que saber que cada personatge es trobaria amb la seva desaparició va impedir qualsevol suspens. Digital Retribution va donar a la pel·lícula una crítica negativa, criticant la mala execució de la pel·lícula i l'excés de temps d'execució, qualificant la pel·lícula de gran decepció. Empire va atorgar a la pel·lícula quatre de cinc estrelles, elogiant els efectes de criatures i els efectes gore de la pel·lícula, que diuen que la pel·lícula és una visita obligada per als fanàtics del gore. Horror News.net va donar a la pel·lícula una crítica positiva elogiant l'escriptura, l'actuació i els efectes gore intel·ligents de la pel·lícula qualificant les escenes gore de la pel·lícula "tant aterridores com viscerals". Bloody Disgusting va atorgar a la pel·lícula una puntuació de 4 sobre 5, complementant l'escriptura, la música, les actuacions i el treball de càmera frenètic de la pel·lícula.